# Puccinia morrisoni
Puccinia morrisoni är en svampart som beskrevs av McAlpine 1906. Puccinia morrisoni ingår i släktet Puccinia och familjen Pucciniaceae.   Inga underarter finns listade i Catalogue of Life.